# Ocypode gaudichaudii
Ocypode gaudichaudii – gatunek krabów morsko-lądowych z rodziny Ocypodidae i rodzaju Ocypode.
Krab średnich lub dużych jak na rodzaj rozmiarów. Karapaks ma drobno i gęsto ziarenkowany, nieco szerszy niż dłuższy. Zewnętrzne kąty orbitalne silnie wystają w kierunku zewnętrznym, i to na ich wysokości karapaks jest najszerszy. Słupki oczne są w kierunku odsiebnym przedłużone poza rogówkę oka, tworząc smukły wyrostek. Wszystkie szczypce ścięte na wierzchołku. Na propodicie większych szczypiec znajduje się listewka strydulacyjna, złożona w grzbietowej połowie z około 18 guzków, a w brzusznej z 36–38 rowków. Szczecinki porastają grzbietowe połowy przednich powierzchni propoditów dwóch początkowych par nóg krocznych. Wieczko płciowe samicy wystaje w części tylno-środkowej. Samce mają gonopody pierwszej pary w części odsiebnej zakrzywione bocznie, na wierzchołku ścięte, wyposażone w stożkowaty głaszczek.
Gatunek wschodniopacyficzny, zamieszkuje strefy przybrzeżne Ameryk od Gwatemali na północy po Valparaíso w Chile na południu.